# Simon Mihály
Simon Mihály (Békéscsaba, 1937. november 17. – Szeged, 2016. április 19.) jogász.
A (ma) Szeberényi téri fiúgimnáziumban (mai neve: Szeberényi Gusztáv Adolf Evangélikus Gimnázium, Művészeti Szakközépiskola, Általános Iskola, Óvoda, Alapfokú Művészeti Iskola és Kollégium), a Rózsa Ferenc Gimnázium (2010-től: Andrássy Gyula Gimnázium és Kollégium) elődjében érettségizett 1956-ban. A JATE Állam- és Jogtudományi Karán szerzett jogi diplomát 1962-ben. 1965 márciusában sikeres bírói, ügyészi szakvizsgát tett. 1968 nyarán megvált a bírói pályától, és 1977 nyaráig a békéscsabai Kner Nyomda Igazgatási és Jogi Osztályának osztályvezető jogtanácsosa volt.
1977. július 1-jén helyezték át Békéscsaba Város Tanácsa VB Szervezési és Jogi Osztályára osztályvezetői feladatok ellátására, s ezen időponttól kötődik életútja a közigazgatáshoz és Békéscsaba városához. Fél év múlva átvette az Igazgatási Osztály vezetését, majd pályázat útján 1989. január 1-jén vb titkári munkakörbe nyert kinevezést. A helyi önkormányzatokról szóló 1990. évi LXV. törvény alapján kiírt jegyzői pályázat eredményeként 1990. december 13-tól Békéscsaba Megyei Jogú Város első jegyzője volt 2005-ös nyugdíjba vonulásáig. Címzetes főjegyzői kinevezésére 2002-ben került sor.
2003–2011 között elnöke volt a Békéscsabai Városvédő- és Városszépítő Egyesületnek, illetve elnöke volt a várostörténeti kollégiumnak.